# Архиепархия Вишакхапатнама
Архиепархия Вишакхапатнама (лат. Archidioecesis Visakhapatnamensis) — архиепархия Римско-Католической церкви c центром в городе Вишакхапатнам, Индия. В митрополию Вишакхапатнама входят епархии Виджаявады, Гунтура, Неллора, Шрикакулама и Элуру. Кафедральным собором архиепархии Вишакхапатнама является Храм Святого Павла.

## История
3 апреля 1850 года Святой Престол учредил апостольский викариат Визагапатама, выделив его из апостольского викариата Мадраса (сегодня — Архиепархия Мадраса и Мелапора).
1 сентября 1886 года Римский папа Лев XIII издал буллу «Humanae salutis», которой преобразовал апостольский викариат Визагапатама в епархию. В этот же день епархия Визагапатама вошла в митрополию Мадраса.
11 июля 1887 года и 18 июля 1928 года епархия Визагапатама передала часть своей территории для возведения новых епархии Епархия Наджпура (сегодня — Архиепархия Наджпура) и миссии Sui iuris Куттака (сегодня — Архиепархия Каттак-Бхубанесвара).
21 октября 1950 года епархия Визагапатама была переименована в епархию Вишакхапатнама.
19 сентября 1953 года и 1 июля 1993 года епархия Вишакхапатнама передала часть своей территории для возведения новых архиепархии Хайдарабада и епархии Шрикакулама.
16 октября 2001 года епархия Вишакхапатнама была возведена в ранг архиепархии.

## Ординарии архиепархии
- епископ Себастьян-Теофилл Нейрет[вд] (1850 — 5.11.1862);
- епископ Жан-Мари Тиссо[вд] (6.08.1863 — 18.06.1890);
- епископ Жан-Мари Клерк[вд] (19.02.1891 — 18.06.1926);
- епископ Пьер Россиллон[вд] (18.06.1926 — 22.03.1947);
- епископ Иосиф-Альфонс Бауд[вд] (23.03.1947 — 4.10.1966);
- епископ Игнатий Гопу[нем.] (4.10.1966 — 2.08.1981);
- архиепископ Кагитхапу Мариадас[англ.] (10.09.1982 — 03.07.2012);
- архиепископ Пракаш Маллаварапу[англ.] (03.07.2012 — 17.02.2024, в отставке);
- архиепископ Удумала Бала Шоуредди[англ.] (8.02.2025 — по настоящее время).